# Alonso de Bonilla y Chacón
Alonso de Bonilla y Chacón (Cartago, Costa Rica, hacia 1610-Cartago, Costa Rica, 13 de agosto de 1671) fue un militar indiano, que se distinguió en la provincia de Costa Rica en la lucha contra los piratas.

## Datos familiares
Fue hijo de Martín de Bonilla y López de Ortega y Juana de Alarcón Chacón. Contrajo nupcias en Cartago en marzo de 1630 con Juan Benita Calvo y Pereira Cardoso, natural de Cartago, hija del alférez, Miguel Calvo y García y María Pereira Cardoso. Hijos de este matrimonio fueron: 1) Francisco de Bonilla y Chacón (1639), teniente de gobernador de Costa Rica en 1678, casó en primeras nupcias con Leonor de Vargas y Moreno de Grado y en segundas con Margarita de Laya Bolívar y Chaves; 2) Nicolás (1640), casó en primeras nupcias con María de Flores Barbosa y en segundas con María de Rojas; 3) Juan (1646), sargento mayor, casó con Francisca de Astúa y Chaves; 4) Alonso de Bonilla (1648-m. ya 1688), soltero; 5) Antonio (1650), casó con María de Grados y Ocampo Golfín; 6) María (1652); 7) Juana (1654), casada con el alférez Jerónimo de Guzmán Portocarrero; 8) Josefa (1656 - testó en 1716 y 1734), casó con Antonio Porras, y 9) Sebastiana  (1658 - testó en 1725 y 1733), casó con don Francisco Espinoza.
Se dedicó a actividades agrícolas y ganaderas. Fue propietario junto con su esposa de haciendas ganaderas y un cacaotal a orillas del río Reventazón, y tuvo arrendado junto con el capitán Francisco Fernández de Miranda otro cacaotal a orillas del río Matina, propiedad del maestre de campo don Juan Fernández de Salinas, adelantado de Costa Rica. 

## Cargos militares y civiles
Hizo carrera en las milicias de Costa Rica y alcanzó el grado de sargento mayor.
Fue alcalde ordinario de la ciudad de Cartago en 1660 y 1670.

## Invasión pirata de 1666
En 1666, durante el gobierno del maestre de campo don Juan López de la Flor y Reinoso, desembarcó en la costa caribeña de Costa Rica una nutrida expedición pirata, encabezada por el neerlandés Eduard Mansvelt y el inglés Henry Morgan. Los invasores avanzaron hacia el interior, se apoderaron del pueblo de Turrialba y se prepararon para atacar la ciudad de Cartago. El gobernador López de la Flor envió en su contra una fuerza dirigida por el sargento mayor Alonso de Bonilla, que se ubicó en el paraje de Quebrada Honda. Aunque sus fuerzas eran muy inferiores a las de los piratas, Bonilla se preparó para enfrentarlos. Cuando los invasores avanzaron, Bonilla y sus hombres dispararon sobre ellos. La sorpresa de los piratas fue mayúsucula y, quizá pensando que los atacaba una fuerrza muy superior, emprendieron súbidamente el regreso a la costa y se reembarcaron. Esta inexplicable retirada fue atribuida por el propio Bonilla a una intervención celestial; más tarde se atribuyó a un milagro de la Virgen de Ujarrás.